# Move (canção de Cansei de Ser Sexy)
Move é uma canção da banda de rock alternativo brasileira Cansei de Ser Sexy, lançada em 4 de novembro de 2008 como parte do segundo álbum do grupo, Donkey.

## Videoclipe
Dirigido e produzido por Keith Schofield, o videoclipe foi gravado em Barcelona, na Espanha, sendo liberado pelo MySpace oficial da banda.

## Faixas
CD single
1. "Move" (album version)
2. "Move" (Frankmusik's club bingo dub)

EP
1. "Move (Cut Copy Remix)"
2. "Move"
3. "Move (Metronomy Remix)"
4. "Move (Frankmusic Club Bingo Dub)"

Download digital
1. "Move"
2. "Move" (Metronomy remix)

7" vinyl
A. "Move" (album version)
B. "Move" (Cut Copy remix)
12" maxi vinyl
A1. "Move" (Cut Copy remix)
A2. "Move" (album version)
B1. "Move" (Metronomy remix)
B2. "Move" (Frankmusik club bingo dub)
B3. "Move" (instrumental version)
Single Promo
1. "Move" (album version)
2. "Move" (instrumental)

## Posições
| Paradas (2008)                 | Posições |
| ------------------------------ | -------- |
| Irlanda (Irish Singles Chart)  | 75       |
| Reino Unido (UK Singles Chart) | 69       |